# Seuat
Seuat is een bestuurslaag in het regentschap Serang van de provincie Banten, Indonesië. Seuat telt 3332 inwoners (volkstelling 2010).